# Hugh Lawson, 6. Baron Burnham
Hugh John Frederick Lawson, 6. Baron Burnham (* 15. August 1931; † 1. Januar 2005) war ein britischer Peer und Politiker der Conservative Party.

## Leben und Karriere
Lawson wurde als zweiter Sohn von Edward Lawson, 4. Baron Lawson und Marie Enid Robson (1894–1979) geboren. Er stammt von Joseph Moses Levy ab, der Hauptinhaber des Daily Telegraph war. Er besuchte das Eton College und das Balliol College. Zuvor diente er bei den Scots Guards.
Nach seinem Militärdienst war er für die Cambridge Evening News tätig und begann später, für die Peterborough-Kolumne aktiv zu werden. Nach zwei Jahren wechselte er zu nicht redaktionellen Aufgaben.
Er berichtete 1972 von der Onion Patch Yachting Trophy von Bermuda, sowie 1981 vom St Andrew’s Day Wall Game, in welchem 1985 sein Sohn mitwirkte. Später wurde er in der Werbeabteilung tätig und war an der Gewinnung von Kapital durch eine Amerikareise beteiligt.
Lawson war in den 1970er und 1980er Jahren Executive beim Daily Telegraph, bevor es 1986 zur Übernahme durch Conrad Black kam. Burnham war Generalmanager und Deputy Managing Director. Später wurde er Generaldirektor des King George’s Fund for Sailors.
Nach dem Tod seines Bruders William Lawson, 5. Baron Lawson erbte er 1993 den Titel des Baron Burnham und den damals damit verbundenen Sitz im House of Lords. Dort wurde er Sprecher der Konservativen für Verteidigung und Juniorwhip. Er war einer von 92 Hereditary Peers, die nach dem House of Lords Act 1999 im Oberhaus verblieben.
Lawson verstarb im Januar 2005 im Alter von 73 Jahren.

## Familie
Burnham übernahm das Management des Familienanwesens Hall Barn in Beaconsfield. 1955 heiratete er Hilary Hunter, mit der er drei Kinder hatte, zwei Töchter und einen Sohn, den späteren Harry Lawson, 7. Baron Burnham.